# لوئیجی کونسونی (دوچرخه‌سوار)
لوئیجی کونسونی (ایتالیایی: Luigi Consonni; ۲۱ ژوئن ۱۹۰۵ – ۱۹۹۲ (۸۶−۸۷ سال)) دوچرخه‌سوار اهل ایتالیا بود.